# Araneus jamundi
Araneus jamundi Levi, 1991 è un ragno appartenente alla famiglia Araneidae.

## Distribuzione
L'olotipo maschile è stato rinvenuto in una zona della Colombia occidentale: lungo il corso del Rio Jamundí, nel dipartimento di Valle del Cauca.

## Tassonomia
Non sono stati esaminati esemplari di questa specie dal 1991
Attualmente, a dicembre 2013, non sono note sottospecie